# Gela Calcio 2010-2011
Questa voce raccoglie le informazioni riguardanti il Gela Calcio nelle competizioni ufficiali della stagione 2010-2011.

## Divise e sponsor
| Casa |

## Rosa
| N. |                   | Ruolo | Calciatore                   |
| -- | ----------------- | ----- | ---------------------------- |
|    | Italia (bandiera) | P     | Angelo Maraglino             |
|    | Italia (bandiera) | P     | Emanuele Nordi               |
|    | Italia (bandiera) | P     | Angelo Zummo                 |
|    | Italia (bandiera) | D     | Oscar Argetta                |
|    | Italia (bandiera) | D     | Roberto Cardinale (capitano) |
|    | Italia (bandiera) | D     | Alberto Cossentino           |
|    | Italia (bandiera) | D     | Roberto Crivello             |
|    | Italia (bandiera) | D     | Marco Petrassi               |
|    | Italia (bandiera) | D     | Simone Piva                  |
|    | Italia (bandiera) | D     | Pasquale Porcaro             |
|    | Italia (bandiera) | D     | Gennaro Porpora              |
|    | Italia (bandiera) | D     | Ignazio Puccio               |
|    | Italia (bandiera) | D     | Nazzareno Scopelliti         |
|    | Italia (bandiera) | C     | Domenico Aliperta            |
|    | Italia (bandiera) | C     | Daniele Avantaggiato         |
|    | Italia (bandiera) | C     | Michel Cruciani              |
|    | Italia (bandiera) | C     | Tony D'Amico                 |

| N. |                      | Ruolo | Calciatore          |
| -- | -------------------- | ----- | ------------------- |
|    | Italia (bandiera)    | C     | Salvatore Giardina  |
|    | Italia (bandiera)    | C     | Francesco Italiano  |
|    | Italia (bandiera)    | C     | Luca Piano          |
|    | Italia (bandiera)    | C     | Alessio Stamilla    |
|    | Italia (bandiera)    | C     | Claudio Zaminga     |
|    | Italia (bandiera)    | A     | Mirko Bigazzi       |
|    | Italia (bandiera)    | A     | Paolo Carbonaro     |
|    | Italia (bandiera)    | A     | Evangelista Cunzi   |
|    | Italia (bandiera)    | A     | Simone D'Anna       |
|    | Italia (bandiera)    | A     | Emilio Docente      |
|    | Brasile (bandiera)   | A     | Franciel Hengemühle |
|    | Italia (bandiera)    | A     | Antonio La Porta    |
|    | Italia (bandiera)    | A     | Vincenzo Manfrè     |
|    | Ghana (bandiera)     | A     | Davies Opoku        |
|    | Italia (bandiera)    | A     | Luciano Rabbeni     |
|    | Ghana (bandiera)     | A     | Mohammed Saani      |
|    | Argentina (bandiera) | A     | Matias Vegnaduzzo   |

## Risultati

### Lega Pro Prima Divisione

#### Girone di andata
| Arbitro: | Di Bello (Brindisi) |

|                  |           |          |
| Pintori 36’, 46’ | Marcatori | 45’ Piva |

| Arbitro: | Ceccarelli (Terni) |

|                               |           |              |
| Giardina 43’ Cunzi 49’ (rig.) | Marcatori | 54’ Sibilano |

| Arbitro: | Pairetto (Nichelino) |

|                          |           |            |
| Innocenti 37’ Di Deo 82’ | Marcatori | 68’ D’Anna |

| Arbitro: | Federico La Penna (Roma 1) |

|                           |           |           |
| Cruciani 18’ D’Anna 90+4’ | Marcatori | 34’ Ciano |

| Arbitro: | Carbone (Napoli) |

|                       |           |  |
| U. Improta 87’ (rig.) | Marcatori |  |

| Arbitro: | Del Giovane (Albano Laziale) |

|                                                |           |  |
| Stamilla 24’ Franciel 71’ (rig.) Bigazzi 90+1’ | Marcatori |  |

| Arbitro: | Vallorani (San Benedetto del Tronto) |

|             |           |                                             |
| Severini 1’ | Marcatori | 4’ Stamilla 26’, 34’ Franciel 90+3’ Docente |

| Arbitro: | Barbiero (Vicenza) |

|                         |           |            |
| Bigazzi 2’ Stamilla 15’ | Marcatori | 80’ Regini |

| Arbitro: | Santonocito (Abbiategrasso) |

|  |           |             |
|  | Marcatori | 65’ Docente |

| Gela 24 ottobre 2010, ore 14:30 CEST 10ª giornata | Gela          | 0 – 0 referto | Esperia Viareggio | Stadio Vincenzo Presti\| Arbitro: \| Marini (Roma) \| |
| Arbitro:                                          | Marini (Roma) |               |                   |                                                       |

| Arbitro: | Pasqua (Tivoli) |

|             |           |                                 |
| D’Amico 32’ | Marcatori | 15’ Daud 40’ (rig.), 44’ Mazzeo |

| Arbitro: | Viti (Campobasso) |

|                          |           |  |
| Bongiovanni 26’ Cosa 58’ | Marcatori |  |

| Arbitro: | De Faveri (San Donà di Piave) |

|             |           |                           |
| Bigazzi 68’ | Marcatori | 52’ Padella 67’ Franchini |

| Arbitro: | Aversano (Treviso) |

|                     |           |  |
| Nitride 2’ Nolè 12’ | Marcatori |  |

| Arbitro: | Tidona (Torino) |

|  |           |                |
|  | Marcatori | 26’ Simoncelli |

| Arbitro: | Bietolini (Firenze) |

|               |           |  |
| Di Maio 90+5’ | Marcatori |  |

| Arbitro: | Gavillucci (Latina) |

|                    |           |                       |
| Cardinale 45’, 87’ | Marcatori | 13’ (rig.) Carparelli |

#### Girone di ritorno
| Arbitro: | Borriello (Mantova) |

|  |           |                   |
|  | Marcatori | 41’ (rig.) Evacuo |

| Arbitro: | Pairetto (Nichelino) |

|                                             |           |                  |
| Del Core 1’ Anaclerio 34’ Carretta 47’, 86’ | Marcatori | 88’ (rig.) Cunzi |

| Gela 16 gennaio 2011, ore 14:30 CEST 20ª giornata | Gela            | 0 – 0 referto | Taranto | Stadio Vincenzo Presti\| Arbitro: \| Ros (Pordenone) \| |
| Arbitro:                                          | Ros (Pordenone) |               |         |                                                         |

| Arbitro: | Giorgetti (Cesena) |

|              |           |             |
| Cipriani 64’ | Marcatori | 81’ Docente |

| Arbitro: | Barbiero (Vicenza) |

|           |           |              |
| Cunzi 58’ | Marcatori | 20’ Di Cecco |

| Arbitro: | Gavillucci (Latina) |

|                                    |           |  |
| Marotta 38’, 57’ Grassi 47’ (rig.) | Marcatori |  |

| Gela 20 febbraio 2011, ore 14:30 CEST 24ª giornata | Gela           | 0 – 0 referto | Foligno | Stadio Vincenzo Presti\| Arbitro: \| Valente (Roma) \| |
| Arbitro:                                           | Valente (Roma) |               |         |                                                        |

| Arbitro: | Bindoni (Venezia) |

|              |           |                      |
| Sau 10’, 85’ | Marcatori | 24’ Cunzi 51’ D’Anna |

| Gela 13 marzo 2011, ore 14:30 CEST 26ª giornata | Gela              | 0 – 0 referto | Juve Stabia | Stadio Vincenzo Presti\| Arbitro: \| La Penna (Roma 1) \| |
| Arbitro:                                        | La Penna (Roma 1) |               |             |                                                           |

| Arbitro: | Marini (Roma 1) |

|             |           |             |
| Bocalon 84’ | Marcatori | 66’ Docente |

| Arbitro: | Borriello (Mantova) |

|                          |           |  |
| Fiore 42’ Biancolino 87’ | Marcatori |  |

| Arbitro: | Tidona (Torino) |

|             |           |  |
| Bigazzi 58’ | Marcatori |  |

| Arbitro: | Operato (Isernia) |

|             |           |                  |
| Ciofani 16’ | Marcatori | 61’, 68’ Docente |

| Gela 23 aprile 2011, ore 15:00 CEST 31ª giornata | Gela              | 0 – 0 referto | Ternana | Stadio Vincenzo Presti\| Arbitro: \| Barbeno (Brescia) \| |
| Arbitro:                                         | Barbeno (Brescia) |               |         |                                                           |

| Barletta 1 maggio 2011, ore 15:00 CEST 32ª giornata | Barletta       | 0 – 0 referto | Gela | Stadio Cosimo Puttilli\| Arbitro: \| Adduci (Paola) \| |
| Arbitro:                                            | Adduci (Paola) |               |      |                                                        |

| Arbitro: | Vallesi (Ascoli Piceno) |

|                          |           |            |
| Scopelliti 45’ Cunzi 73’ | Marcatori | 2’ Galizia |

| Arbitro: | Zivelli (Torre Annunziata) |

|                                            |           |  |
| Obodo 36’ Fanucchi 48’, 59’ Carparelli 78’ | Marcatori |  |

### Coppa Italia Lega Pro

#### Fase eliminatoria a gironi
| Gela 18 agosto 2010 | Gela | 0 – 1 referto | Siracusa | Stadio Vincenzo Presti |

| Trapani 25 agosto 2010 | Trapani | 0 – 3 referto | Gela | Stadio Polisportivo Provinciale |

| Gela 1 settembre 2010 | Gela | 2 – 2 referto | Milazzo | Stadio Vincenzo Presti |

| Vibo Valentia 8 settembre 2010 | Vibonese | 2 – 1 referto | Gela | Stadio Luigi Razza |

## Statistiche
Statistiche aggiornate al 4 dicembre 2016.

### Statistiche squadra
| Competizione             | Punti | In casa | In casa | In casa | In casa | In casa | In casa | In trasferta | In trasferta | In trasferta | In trasferta | In trasferta | In trasferta | Totale | Totale | Totale | Totale | Totale | Totale | DR |
| Competizione             | Punti | G       | V       | N       | P       | Gf      | Gs      | G            | V            | N            | P            | Gf           | Gs           | G      | V      | N      | P      | Gf     | Gs     | DR |
| ------------------------ | ----- | ------- | ------- | ------- | ------- | ------- | ------- | ------------ | ------------ | ------------ | ------------ | ------------ | ------------ | ------ | ------ | ------ | ------ | ------ | ------ | -- |
| Lega Pro Prima Divisione | -     | 0       | 0       | 0       | 0       | 0       | 0       | 0            | 0            | 0            | 0            | 0            | 0            | 0      | 0      | 0      | 0      | 0      | 0      | 0  |
| Coppa Italia Lega Pro    | 4     | 2       | 0       | 1       | 1       | 2       | 3       | 2            | 1            | 0            | 1            | 4            | 2            | 4      | 1      | 1      | 2      | 6      | 5      | +1 |
| Totale                   | 4     | 2       | 0       | 1       | 1       | 2       | 3       | 2            | 1            | 0            | 1            | 4            | 2            | 4      | 1      | 1      | 2      | 6      | 5      | +1 |

### Andamento in campionato
| Giornata  | 1 | 2 | 3 | 4 | 5 | 6 | 7 | 8 | 9 | 10 | 11 | 12 | 13 | 14 | 15 | 16 | 17 | 18 | 19 | 20 | 21 | 22 | 23 | 24 | 25 | 26 | 27 | 28 | 29 | 30 | 31 | 32 | 33 | 34 |
| --------- | - | - | - | - | - | - | - | - | - | -- | -- | -- | -- | -- | -- | -- | -- | -- | -- | -- | -- | -- | -- | -- | -- | -- | -- | -- | -- | -- | -- | -- | -- | -- |
| Luogo     |   |   |   |   |   |   |   |   |   |    |    |    |    |    |    |    |    |    |    |    |    |    |    |    |    |    |    |    |    |    |    |    |    |    |
| Risultato |   |   |   |   |   |   |   |   |   |    |    |    |    |    |    |    |    |    |    |    |    |    |    |    |    |    |    |    |    |    |    |    |    |    |
| Posizione |   |   |   |   |   |   |   |   |   |    |    |    |    |    |    |    |    |    |    |    |    |    |    |    |    |    |    |    |    |    |    |    |    |    |

Legenda:

Luogo: C = Casa; T = Trasferta. Risultato: V = Vittoria; N = Pareggio; P = Sconfitta.

### Statistiche dei giocatori
| Giocatore    | Lega Pro Prima Divisione | Lega Pro Prima Divisione | Lega Pro Prima Divisione | Lega Pro Prima Divisione | Coppa Italia Lega Pro | Coppa Italia Lega Pro | Coppa Italia Lega Pro | Coppa Italia Lega Pro | Totale   | Totale | Totale      | Totale     |
| Giocatore    | Presenze                 | Reti                     | Ammonizioni              | Espulsioni               | Presenze              | Reti                  | Ammonizioni           | Espulsioni            | Presenze | Reti   | Ammonizioni | Espulsioni |
| ------------ | ------------------------ | ------------------------ | ------------------------ | ------------------------ | --------------------- | --------------------- | --------------------- | --------------------- | -------- | ------ | ----------- | ---------- |
| R. Cardinale | 0                        | 0                        | 0                        | 0                        | 0                     | 0                     | 0                     | 0                     | 0        | 0      | 0           | 0          |